# Bubba Ho-Tep
Bubba Ho-Tep é um filme de comédia de terror estadunidense de 2002, escrito, coproduzido e dirigido por Don Coscarelli. É estrelado por Bruce Campbell como Sebastian Haff, um homem que reside em uma casa de repouso e afirma ser o verdadeiro Elvis Presley. O filme também é estrelado por Ossie Davis como Jack, um homem negro que afirma ser John F. "Jack" Kennedy, explicando que ele foi remendado após o assassinato, tingido de preto e abandonado.

## Elenco
- Bruce Campbell como Elvis Presley / Sebastian Haff
- Ossie Davis como John F. "Jack" Kennedy
- Ella Joyce como enfermeira
- Heidi Marnhout como Callie Thomas
- Bob Ivy como Bubba Ho-Tep
- Larry Pennell como Kemosabe
- Daniel Roebuck como motorista do carro funerário
- Reggie Bannister como administrador da casa de repouso

## Produção
Muitos membros da equipe de Bubba Ho-Tep também trabalharam nos filmes da série Phantasm de Coscarelli. Vários atores da série também têm pequenos papéis, incluindo Heidi Marnhout, Bob Ivy e Reggie Bannister. Coscarelli manteve grande parte da exposição original do conto, mas teve alguma dificuldade em tentar "integrar a voz de Elvis".

## Recepção
O agregador de críticas Rotten Tomatoes relata uma classificação de 79% com base em 107 avaliações e uma média de 6,8/10. O consenso do site foi uma declaração irônica: "O melhor filme estrelado tanto pelo Rei quanto por JFK". O Metacritic dá a ele uma classificação média ponderada de 57/100 com base em 28 avaliações, indicando "avaliações mistas ou médias".
Peter Travers, da Rolling Stone, deu ao filme três de quatro estrelas, dizendo: "Esta manobra absurdamente inteligente é elevada pelo pensativo Elvis de Bruce Campbell em uma meditação comovente sobre as diminuições da idade e os caprichos da fama". Todd McCarthy, da Variety, deu uma avaliação negativa, afirmando: "A introdução do enredo da múmia basicamente descarrila o filme por volta do ponto de 45 minutos, e o clímax bobo... é tão mecânico e genérico que poderia ter saído de qualquer filme de terror comum", embora McCarthy admita que "o Elvis de Campbell se destaca como uma das melhores interpretações do Rei vistas até agora, mesmo que ele indiscutivelmente nem esteja interpretando o verdadeiro".
Roger Ebert, do Chicago Sun-Times, deu ao filme três de quatro estrelas, destacou a "delícia excêntrica" do filme e declarou: "Ele tem a maneira mais insinuante de nos fazer sentar e sorrir de sua audácia desmiolada, rir de seu humor excêntrico e ficar um tanto comovidos (não profundamente, mas um tanto) com a pungência desses dois velhos e sua situação".

## Prêmios
Bubba Ho-Tep ganhou o Prêmio Bram Stoker de Melhor Roteiro em 2003.